# 30 de juny
El 30 de juny és el cent vuitanta-unè dia de l'any del calendari gregorià i el cent vuitanta-dosè en els anys de traspàs. Queden 184 dies per a finalitzar l'any.

## Esdeveniments
Països Catalans
- 1409: L'exèrcit catalano-aragonès derrota les forces del Jutjat Arborea en la batalla de Seddori (Sardenya)
- 1994, la Generalitat de Catalunya reconeix oficialment la Llengua de signes catalana.

Resta del món
- 296: Comença el pontificat de Marcel·lí I, que durarà fins al 25 d'octubre de 304.
- 1377 - Ulm: S'inicia la construcció de la catedral d'Ulm.
- 1520, Mèxic: Hernan Cortés i les seves tropes fugen de Ciutat de Mèxic, després de dies d'assetjament
- 1668: un grup de conspiradors reunits a Chesterfield, al comtat de Derby, van preparar el derrocament del rei Jaume II i la seva substitució per la seva filla Maria i el seu marit Guillem d'Orange, protestants, per atacar el perill que representava una dinastia catòlica a l'Anglaterra anglicana. Arran d'aquesta revolució, anomenada Gloriosa  pels defensors dels drets del Parlament i contraris a l'absolutisme, els whig, Guillem d'Orange va signar el Bill of Rights el desembre de 1689, que atorgava al Parlament el dret de vot de contribucions i la llibertat d'expressió. D'aquesta forma, la monarquia absoluta va deixar pas a la monarquia constitucional.[1]
- 1703 - Ekeren (Anvers, Flandes) - l'exèrcit borbònic venç contra els austriacistes en la batalla d'Ekeren a la guerra de Successió Espanyola.
- 1858, Espanya: S'inicia al mandat de Leopoldo O'Donnell Jorís com a President d'Espanya.
- 1860, Ciutat del Vaticà: Es publica a la santa seu el primer número de L'Osservatore Romano
- 1861: Inici de la revolta de Loja.
- 1876, Espanya: s'aprova una constitució espanyola.
- 1876, Sèrbia declara la Guerra a Turquia.
- 1905, s'enuncia per primer cop la teoria de la relativitat especial.
- 1908, Krai de Krasnoiarsk, Sibèria: Esdeveniment de Tunguska, l'impacte d'un cometa sobre la Terra.
- 1914, Índia: Mahatma Gandhi és arrestat per primera vegada per les tropes britàniques
- 1927, Espanya: Es crea el monopoli del petroli espanyol.
- 1934: La Nit dels ganivets llargs autoritzada per Adolf Hitler promou els assassinats i arrests dels principals dirigents de les Sturmabteilung (SA)
- 1940, Madrid: el Reial Club Deportiu Espanyol de Barcelona guanya la seva segona Copa d'Espanya.
- 1940, Chicago, Estats Units: es publica per primer cop la tira de còmic Brenda Starr, Reporter, de Dale Messick.[2]
- 1954, Guatemala: El coronel Castillo Armas pren el poder del país.
- 1969, Sidi Ifni, Marroc: L'exèrcit espanyol abandona la ciutat.
- 1960, República Democràtica del Congo: la República Democràtica del Congo s'independitzà de Bèlgica.
- 1990, Alemanya: dins del procés de Reunificació alemanya, la República Federal d'Alemanya i la República Democràtica d'Alemanya unifiquen les seves economies pocs mesos després de la caiguda del mur de Berlín. El marc de l'Alemanya Oriental es converteix a marc alemany en termes paritaris.
- 2004, Iraq: els Estats Units lliuren a la justícia iraquiana Saddam Hussein i onze dirigents més del règim baasista.
- 2004: La sonda Cassini-Huygens travessa els anells de Saturn i envia les primeres imatges.
- 2005, les Corts Generals d'Espanya aproven la llei del matrimoni homosexual, amb 187 vots a favor, 147 en contra i 4 abstencions.

## Naixements
Països Catalans
- 1888 - Barcelona: Júlia Peraire, model pictòrica i parella del pintor Ramon Casas (m. 1941).[3]
- 1938 - Felanitx: Josep Antoni Grimalt, filòleg, escriptor i professor mallorquí (m. 2024).[4]
- 1951 - Mataró: Lola Casas i Peña, escriptora i mestra catalana.[5]
- 1955 - Montpeller: Pascal Comelade, músic nord-català.[6]
- 1981 - Vilassar de Mar: Àlex Casademunt i González, cantant, actor i presentador.

Resta del món
- 1470, Amboise (Indre i Loira): Carles VIII de França, monarca[7]
- 1671, Fermo, Estats Pontificis: Teodorico Pedrini, sacerdot i músic, missioner a la Xina durant els primers anys de la dinastia Qing[8]
- 1755, Fòs Amfós, Provença: Paul de Barras, revolucionari francès i principal líder polític del Directori francès[9]
- 1786, Douai: Marceline Desbordes-Valmore, cantant, actriu i poetessa francesa[10]
- 1860, Graz, Imperi Austríac: Adelina Stehle, soprano operística[11]
- 1882, Bucarest: Ștefania Mărăcineanu, física romanesa de renom internacional (m. 1944).[12]
- 1893, Leipzig, Imperi Alemany: Walter Ulbricht, el principal dirigent de la República Democràtica Alemanya (RDA) entre 1950 i 1971[13]
- 1899, Hillsboro, Texas: Madge Bellamy, actriu estatunidenca del cinema mut (m. 1990).[14]
- 1908, Marsella: Carles Camprós, poeta occità.
- 1911, Šeteniai, Imperi Rus: Czesław Miłosz, escriptor nord-americà d'origen polonès, Premi Nobel de Literatura del 1980[15]
- 1917, 
  - Brooklyn, Nova York: Susan Hayward, actriu nord-americana, guanyadora d'Oscar i Globus d'Or[16]
  - Brooklyn, Nova York: Lena Horne, cantant de jazz, cançó popular i actriu de pel·lícules musicals[17]
- 1926, Brooklyn, Nova York (EUA): Paul Berg, bioquímic nord-americà, Premi Nobel de Química de l'any 1980.[18]
- 1935, Valladolid, Castella i Lleó: Lola Herrera, actriu espanyola de teatre, cinema i televisió.[19]
- 1936, Cherchell, Algèria francesa: Assia Djebar, escriptora, cineasta i professora universitària algeriana[20]
- 1958, Hèlsinki: Esa-Pekka Salonen, director d'orquestra i compositor finlandès.[21]
- 1959: 
  - Romaː Simonetta Di Pippo, astrofísica italiana, fou directora de l'Oficina de Nacions Unides per a Assumptes de l'Espai Exterior.[22]
  - Brooklyn, Nova York, Estats Units: Vincent D'Onofrio, actor i productor de cinema estatunidenc.
- 1963, Weston-super-Mare, Regne Unit: Rupert Graves, actor.[23]
- 1966, Ciutat de Nova York, Estats Units: Mike Tyson, boxejador.
- 1981, Newcastle upon Tyne, Anglaterra: Cheryl, cantant i personalitat televisiva anglesa, ex-component del grup Girls Aloud.[24]
- 1985, Baltimore, Maryland, EUA: Michael Phelps, nedador estatunidenc.

## Necrològiques
Països Catalans
- 1987, Barcelona: Frederic Mompou i Dencausse, compositor català.[25]
- 1996, Barcelona: Miquel Arimany i Coma, escriptor i editor català.[26]
- 2020, Tàrregaː Pilarín Minguell Pont, locutora a Ràdio Tàrrega i actriu  (n. 1926).[27]

Resta del món
- 1790 - Bolonya: Lucia Galeazzi Galvani, científica italiana (n. 1743).[28]
- 1917 - Madrid: Francisco Fernández y González, escriptor, filòleg, arabista, orientalista i historiador espanyol (n. 1833).
- 1919 - Witham (Anglaterra): John Strutt, físic anglès, Premi Nobel de Física 1904 (n. 1842).[29]

- 1924, Jerusalem, Palestina: assassinat de l'escriptor Jacob Israël de Haan per un activista de Haganà.
- 1946, Morristown (EUA): Morris Fuller Benton, tipògraf (n. 1872).
- 1953, Estocolm: Elsa Beskow, autora i il·lustradora de llibres infantils sueca (n. 1874).[30]
- 1984, comtat de Dukes (Massachusetts): Lillian Hellman, dramaturga i guionista estatunidenca (n. 1905).[31]
- 2009, Wuppertal, Alemanya: Pina Bausch, ballarina, coreògrafa, professora de dansa contemporània.[32]
- 2012, Tel-Aviv, Israel: Isaac Shamir, Primer ministre d'Israel de 1983 a 1984 i de 1986 a 1992 (n. 1915).[33]
- 2014, 
  - Poitiers: Pèire Bèc, poeta i lingüista occità.[34]
  - Roma: Maria Luisa Spaziani, poeta i traductora, una de les figures més importants de la literatura italiana del segle xx (n. 1922).[35]
- 2017, 
  - Bend, Oregon (Estats Units): Darrall Tucker Imhoff fou un jugador de bàsquet nord-americà.
  - París: Simone Veil, advocada i política francesa, ha estat ministra del govern francès i presidenta del Parlament Europeu (n. 1927).[36]

## Festes i commemoracions

### Santoral[37]

#### Església Catòlica
- Sants al Martirologi romà (2011):[38] Marçal de Llemotges, bisbe (s. III); Primers Màrtirs de Roma (64); Basílides el Soldat, màrtir (202); Bertran de Le Mans, bisbe (626); Erentruda de Salzburg, abadessa (718); Teobald de Provins, eremita (1066); Ladislau I d'Hongria, rei (1095); Otó de Bamberg, bisbe (1139); Adolf d'Osnabrück, bisbe (1224); Vicenç Do Yen, prevere màrtir (1838); Ramon Li Quanzhen i Pere Li Quanhui, màrtirs (1900).
  - Beats: Otó de Riedenburg, monjo (1150); Philipp Powell, màrtir (1614); Genaro Maria Sarnelli, prevere (1744); Zinovij Kovaljk (1941); Vasilij Velitxovskij, bisbe d'Ucraïna, màrtir (1973).
- Sants: Donat de Münstereifel, sant de les catacumbes; Alpinià i Austriclià de Llemotges, deixebles de Marçal (s. III); Marcià de Pamplona, bisbe; Pere d'Asti, pagès (s. XI).
- Beats: Clotsinda d'Hamage, filla d'Adalbert I d'Ostrevent; Ambrogio de Feis, cartoixà (1540); a l'Orde de Sant Francesc: beat Ramon Llull (1236).
- Venerables Ernest de Praga, bisbe (1364); Cesare Baronio, cardenal; Pierre Toussaint, laic (1835); Wilhelm Janauschek, prevere (1926).
- Venerats a l'Orde de la Mercè: beats Antoine Tremoulières (1577); Antonio di San Pietro, laic (1618).

#### Església Copta
- 23 Baoni: Abanub de Saiid (s. IV).

#### Església Ortodoxa (segons el calendari julià)
- Se celebren els corresponents al 13 de juliol del calendari gregorià.

#### Església Ortodoxa (segons el calendari gregorià)
Corresponen als del 17 de juny del calendari julià:
- Sants: Eci d'Etiopia, apòstol dels etíops (s. I); Filònides de Kurion (306); Josep i Pior, eremites d'Egipte (s. IV); Manuel, Sabel i Ismael de Pèrsia, màrtirs (362); Hipaci de Calcedònia, abat (446); Nikita, Ciril, Nicèfor, Climent i Isaac de Novgorod, monjos (1389); Ananies de Novgorod, pintor d'icones (1581); Aberci i Nicandre, màrtirs (1918); Maksim, prevere màrtir (1934); Pelàgia, monja màrtir (1943).

##### Església Ortodoxa Grega
- Isaure, Basili i Innocenci d'Atenes, diaca màrtirs (284); Fèlix, Hermes i Peregrí d'Atenes.

##### Església Ortodoxa de Geòrgia
- Shalva d'Akhaltsikhe (1227).

#### Església Evangèlica d'Alemanya
- Primers Màrtirs de Roma; Otó de Bamberg, bisbe.